# إريك أودهيامبو
إريك أودهيامبو (بالإنجليزية: Eric Odhiambo)‏ هو لاعب كرة قدم بريطاني في مركز الهجوم، ولد في 12 مايو 1989 في أكسفورد في المملكة المتحدة. لعب مع دندي يونايتد ودنيزلي سبور وليستر سيتي ونادي إنفرنيس ونادي برينتفورد ونادي ساوثيند يونايتد ونادي سليغو روفرز ونادي هيرفورد.

## وصلات خارجية
- إريك أودهيامبو على موقع اتحاد تركيا (لاعب) (الإنجليزية)
- إريك أودهيامبو على موقع قاعدة بيانات كرة القدم.إي يو (الإنجليزية)
- إريك أودهيامبو على موقع Soccerbase.com (لاعب) (الإنجليزية)